# Boca do Inferno

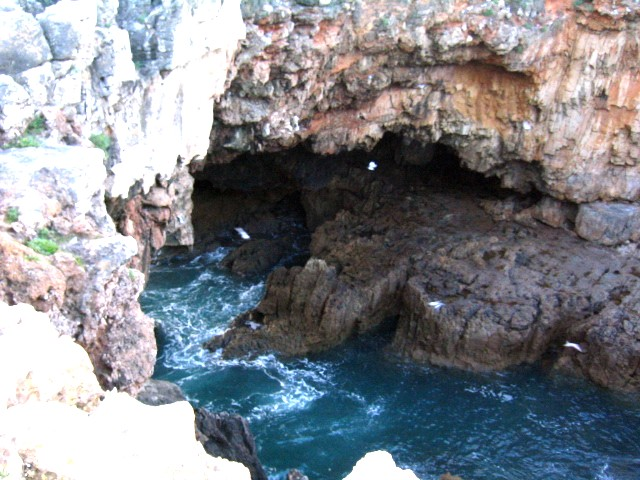
Boca do Inferno

Boca do Inferno (z portugalskiego: Usta Piekieł) – przepaść położona w nadmorskich klifach blisko portugalskiego miasta Cascais, w Dystrykcie Lizbona. Woda morska ma dostęp do głębokiego dna przepaści i energicznie uderza o jego skaliste ściany, dzięki czemu jest popularną atrakcją turystyczną. Jaskinia była przedstawiona po raz pierwszy na ruchomym obrazie, w 1896 w brytyjskim filmie A Sea Cave Near Lisbon, który ukazuje załamanie fal przy wejściu do jaskini.